# Щучинский район
Щу́чинский райо́н (бел. Шчу́чынскі раён), разг. — Щучинщина (бел. Шчучыншчына) — административная единица на северо-западе Гродненской области Республики Беларусь. Административный центр — город Щучин.
Численность населения — 30 824 человек (на 1 января 2025).
На территории расположен Дворец Друцких-Любецких.

## Административное устройство
Наряду со Щучином в районе имеются два посёлка городского типа — Желудок и Острино и 435 сельских населённых пунктов.
В районе 11 сельсоветов:
- Василишковский
- Дембровский
- Желудокский
- Каменский
- Лядский
- Можейковский
- Орлевский
- Остринский
- Первомайский
- Рожанковский
- Щучинский

Упразднённые сельсоветы:
- Бакштовский[6]
- Берштовский
- Головичпольский[6]
- Новодворский[6]
- Раковичский[6]

## География

### Рельеф
Площадь — 1911,54 км² (2-е место среди районов), опережает только Гродненский район (2594,05 км²).

### Водная система
Основные реки — Неман, Невиша, Щара.

### Заказники
- Заказник "Озёры"

- Заказник "Липичанская пуща"
- Республиканский ландшафтный заказник «Котра»

## Геральдика
Герб и флаг учреждены Указом Президента Республики Беларусь от 17 июля  2006 года № 455 и зарегистрированы в Государственном геральдическом регистре Республики Беларусь 1 августа 2006 года № Б-84 и № Б-85. Одобрены решением Щучинского районного исполнительного комитета от 9 ноября 2005 года № 612.

## История
Район образован 15 января 1940 года в составе Барановичской области. 20 сентября 1944 года включен в состав Гродненской области.
20 января 1960 года в состав Щучинского района из упразднённого Василишковского района переданы сельсоветы Костеневский, Нарошский, Новодворский, Острынский, Шейбакпольский и городской поселок Острына.
13 января 1960 года Щучинскому району дополнительно передан Бакштовский сельсовет из состава Радунского района. Около 1960—1961 годов Новодворский сельсовет был передан Радунскому району. 
17 апреля 1962 года в результате упразднения Желудокского района к Щучинскому району были присоединены 8 сельсоветов и городской посёлок Желудок. 3 мая 1962 года 3 сельсовета и посёлок Острына переданы Скидельскому району, но уже 25 декабря 1962 года Скидельский район был упразднён, и эти территории были возвращены Щучинскому району. В тот же день были упразднены Мостовский и Радунский район, часть территории которых (4 сельсовета Мостовского и 4 сельсовета Радунского) были переданы Щучинскому району. Одновременно 2 сельсовета (Песковский и Ходоровецкий) переданы Лидскому району. 
Около 1964—1967 годов Щучинскому району из состава Гродненского района был передан Берштовский сельсовет. 6 января 1965 года был повторно образован Мостовский район, и из состава Щучинского района в его состав было передано 4 сельсовета (Голубовский, Дубненский, Микелевщинский и Мостовский).
20 октября 1995 года административные единицы Щучинский район и город Щучин, имеющие общий административный центр, объединены в одну административную единицу — Щучинский район.
13 сентября 2013 года упразднены Бакштовский, Головичпольский, Новодворский, Раковичский сельсоветы. 

## Население

### Численность
Численность населения — 30 824 человек (на 1 января 2025 года), в том числе городское — 17 603 человек (Щучин — 15 127 человек, Желудок — 947 человек, Острино — 1 529 человек), сельское — 13 221 человек.
Население района составляет 32 746 человек, в том числе городского 18 257 человек (на 1 января 2023 года).
| Численность населения (по годам) | Численность населения (по годам) | Численность населения (по годам) | Численность населения (по годам) | Численность населения (по годам) | Численность населения (по годам) | Численность населения (по годам) | Численность населения (по годам) | Численность населения (по годам) | Численность населения (по годам) |
| 1996                             | 2001                             | 2002                             | 2003                             | 2004                             | 2005                             | 2006                             | 2007                             | 2008                             | 2009                             |
| -------------------------------- | -------------------------------- | -------------------------------- | -------------------------------- | -------------------------------- | -------------------------------- | -------------------------------- | -------------------------------- | -------------------------------- | -------------------------------- |
| 64 000                           | ▼59 396                          | ▼58 177                          | ▼56 638                          | ▼55 180                          | ▼53 820                          | ▼52 489                          | ▼51 190                          | ▼50 025                          | ▼48 731                          |
| 2010                             | 2011                             | 2012                             | 2013                             | 2014                             | 2015                             | 2016                             | 2017                             | 2018                             | 2019                             |
| ▼47 305                          | ▼45 903                          | ▼44 331                          | ▼43 540                          | ▼42 784                          | ▼41 889                          | ▼40 930                          | ▼40 130                          | ▼39 375                          | ▼38 496                          |
| 2020                             | 2021                             | 2022                             | 2023                             | 2024                             | 2025                             |                                  |                                  |                                  |                                  |
|                                  |                                  |                                  | 32 746                           |                                  | 30 824                           |                                  |                                  |                                  |                                  |

### Национальный состав
| Национальный состав по переписи населения 2009 года | Национальный состав по переписи населения 2009 года | Национальный состав по переписи населения 2009 года |
| Народ                                               | Численность                                         | %                                                   |
| --------------------------------------------------- | --------------------------------------------------- | --------------------------------------------------- |
| Поляки                                              | 22 151                                              | 46,38%                                              |
| Белорусы                                            | 21 488                                              | 44,99%                                              |
| Русские                                             | 3054                                                | 6,39%                                               |
| Украинцы                                            | 615                                                 | 1,29%                                               |
| Татары                                              | 34                                                  | 0,07%                                               |
| Армяне                                              | 27                                                  | 0,06%                                               |
| Литовцы                                             | 19                                                  | 0,04%                                               |
| Молдаване                                           | 14                                                  | 0,03%                                               |
| Азербайджанцы                                       | 11                                                  | 0,02%                                               |
| Латыши                                              | 9                                                   | 0,02%                                               |
| Мордва                                              | 9                                                   | 0,02%                                               |
| Удмурты                                             | 8                                                   | 0,02%                                               |
| Немцы                                               | 7                                                   | 0,01%                                               |
| Чуваши                                              | 7                                                   | 0,01%                                               |

## Экономика
Среднемесячная номинальная начисленная заработная плата (до вычета подоходного налога и некоторых отчислений) на март 2020 года в районе составила 909.5 руб. (около 370 долларов). Район занял 6-е место в Гродненской области по уровню зарплаты (средняя зарплата по области — 1018.4 руб.).

### Сельское хозяйство
В районе развито сельское хозяйство.
По состоянию на начало 2019 года в районе действуют 10 сельскохозяйственных организаций — 8 самостоятельных (ОАО «Щучинагропродукт», ОАО «Демброво», ОАО «АгроГЖС», ОАО «Орля», ОАО «Щучинская птицефабрика», ОАО «Василишки», КСУП «Совхоз «Большое Можейково», ОАО «Первомайск-агро») и 2 в форме филиалов (СПУ «Протасовщина» ПРУП «Гроднооблгаз», филиал «Желудокский агрокомплекс» ОАО «Агрокомбинат «Скидельский»). Кроме того, в районе насчитывается 22 фермерских хозяйства.
Общая посевная площадь сельскохозяйственных культур в организациях района (без учёта фермерских и личных хозяйств населения) в 2017 году составила 57 012 га (570 км²). В 2017 году под зерновые и зернобобовые культуры было засеяно 28 750 га (2-е место в области), под сахарную свеклу — 1650 га, под кормовые культуры — 20 955 га (4-е место в области). По качеству почвы сельскохозяйственные угодья оцениваются в 33,6 балла, пашня — в 36,4 балла.
Валовой сбор зерновых и зернобобовых культур в сельскохозяйственных организациях составил 131,4 тыс. т в 2015 году, 106,6 тыс. т в 2016 году, 114,5 тыс. т в 2017 году. По валовому сбору зерновых в 2017 году район занял 2-е место в Гродненской области после Гродненского района. Средняя урожайность зерновых в 2017 году составила 39,8 ц/га (средняя по Гродненской области — 39,7 ц/га, по Республике Беларусь — 33,3 ц/га). По этому показателю район занял 7-е место в Гродненской области. Валовой сбор свеклы сахарной в сельскохозяйственных организациях составил 59,7 тыс. т в 2016 году, 82,3 тыс. т в 2017 году. По валовому сбору сахарной свеклы в 2017 году район занял 8-е место в Гродненской области. Средняя урожайность сахарной свеклы в 2017 году составила 499 ц/га (средняя по Гродненской области — 533 ц/га, по Республике Беларусь — 499 ц/га); по этому показателю район занял 6-е место в Гродненской области.
На 1 января 2018 года в сельскохозяйственных организациях района (без учёта фермерских и личных хозяйств населения) содержалось 63,2 тыс. голов крупного рогатого скота, в том числе 19,5 тыс. коров, а также 125,4 тыс. свиней и 144,9 тыс. голов птицы. По поголовью крупного рогатого скота район занимает 2-е место в Гродненской области, по поголовью свиней — 1-е, по поголовью птицы — 6-е.
В 2017 году предприятия района произвели 33,4 тыс. т мяса (в живом весе) и 114,4 тыс. т молока. По производству мяса и молока район занимает 2-е место в Гродненской области, уступая только Гродненскому району. Средний удой молока с коровы — 6142 кг (средний показатель по Гродненской области — 5325 кг, по Республике Беларусь — 4989 кг); по этому показателю район занимает 3-е место в области (после Гродненского и Берестовицкого районов).

### Промышленность
В районе действуют 5 промышленных предприятий:
- ОАО «Щучинский завод Автопровод» — производит провода и кабели бытового, промышленного и транспортного назначения
- ОАО «Щучинский маслосырзавод» (входит в холдинг «Гродномясомолпром»)
- ОАО «Щучинский ремонтный завод» (агрогородок Рожанка) — производит дисковые бороны, измельчители соломы, паровые культиваторы
- Щучинское РУП ЖКХ
- ООО «Праймилк» — занимается переработкой молочной сыворотки
- ООО «ЛОГАЛ-БИО» — фабрика по выращиванию грибов

## Здравоохранение
В 2018 году в учреждениях Министерства здравоохранения Республики Беларусь в районе работало 130 практикующих врача и 404 средних медицинских работников. В пересчёте на 10 тысяч человек численность врачей — 33,8, численность средних медицинских работников — 104.9 (средние значения по Гродненской области — 49,3 и 127,3 на 10 тысяч человек соответственно, по Республике Беларусь — 40,8 и 121,4 на 10 тысяч человек). Число больничных коек в учреждениях здравоохранения района — 285 (в пересчёте на 10 тысяч человек — 74,0; средние показатели по Гродненской области — 80,2, по Республике Беларусь — 80,0).

## Образование

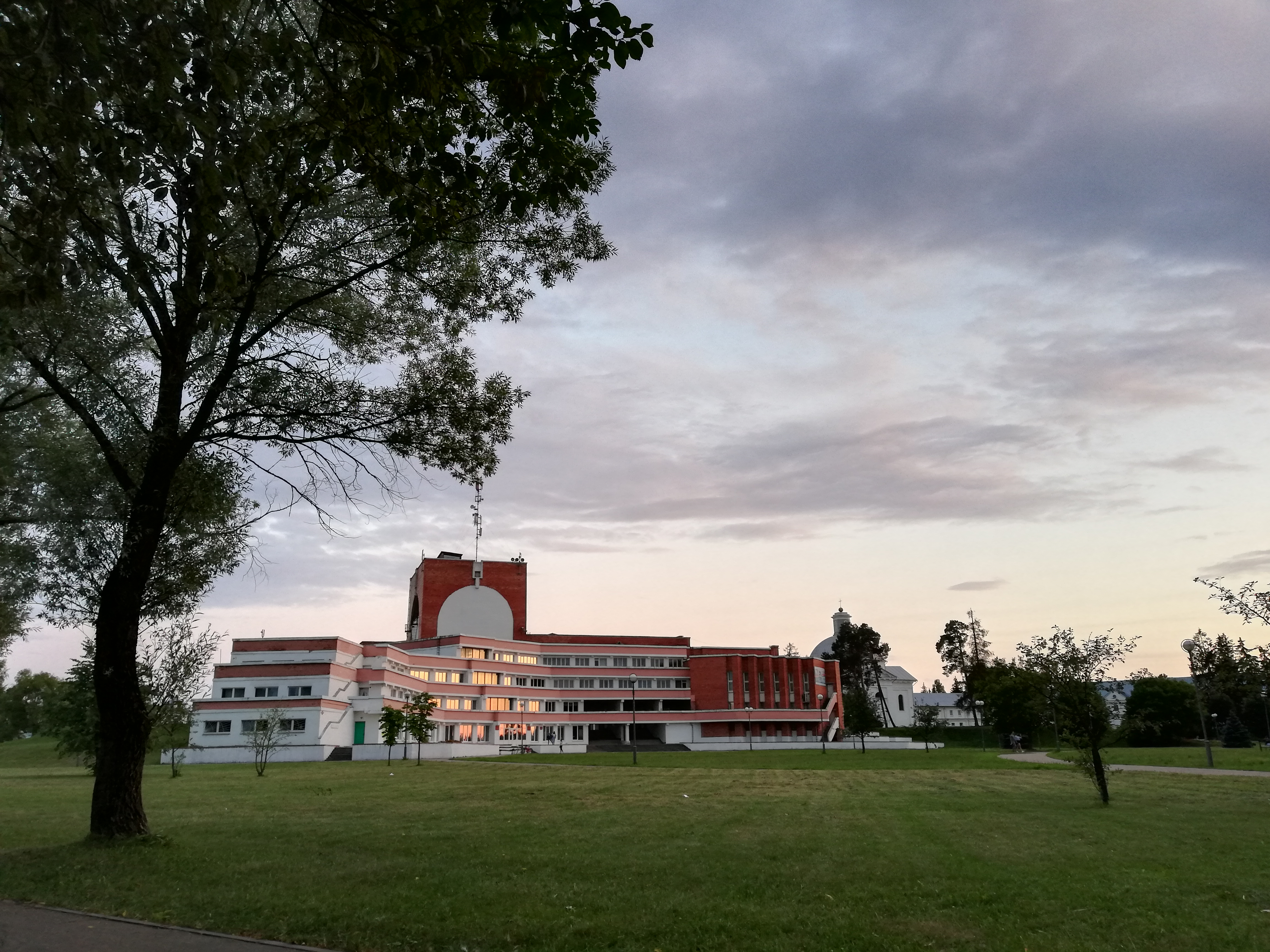
Дом культуры в Щучин

В 2018 году в районе насчитывалось 21 учреждение дошкольного образования (включая комплексы «детский сад — школа») с 1.3 тыс. детей. В 2018/2019 учебном году в районе действовало 19 учреждений общего среднего образования, в которых обучалось 3,9 тыс. учеников. Учебный процесс осуществляли 619 учителей. В среднем на одного учителя приходилось 6,3 учеников (среднее значение по Гродненской области — 8,3, по Республике Беларусь — 9,0).

## Культура и досуг
- Государственное учреждение культуры «Щучинский районный центр культуры и народного творчества»   
  - Музей "Эпоха СССР"
  - Музей народных ремёсел
- Музей истории образования Щучинщины (Комплекс бывшего дворца князей Друцких-Любецких)
- Историко-краеведческий музей «Спадчына» в аг. Каменка
- Литературный музей А. Пашкевич в г. п. Острино
- Музей в доме, где родился Чеслав Немен в Старые Василишки
- Музей холодной войны "Бункер-77" (недалеко от аг. Руткевичи Рожанковского сельсовета)

Поездка по узкоколейке в заказнике Озёры.

## Достопримечательность

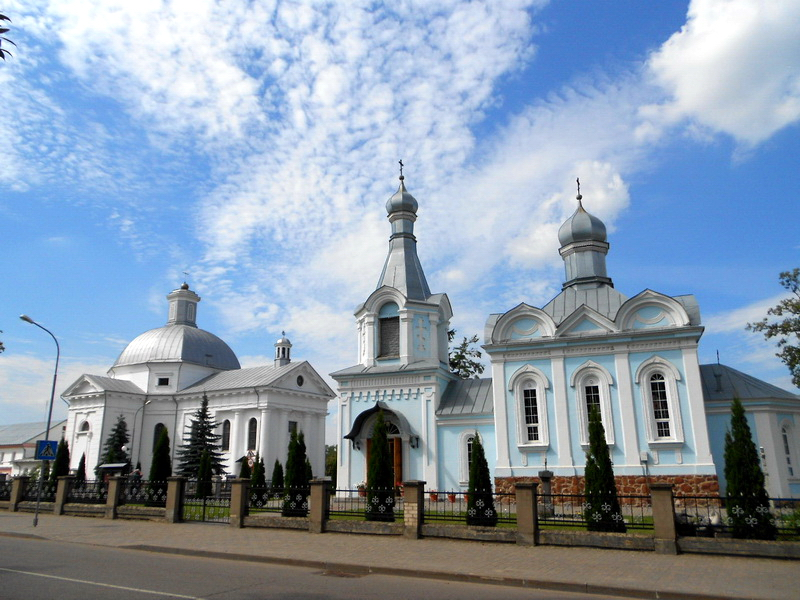
Костёл Св. Терезы и Церковь Св. Архангела Михаила в Щучин

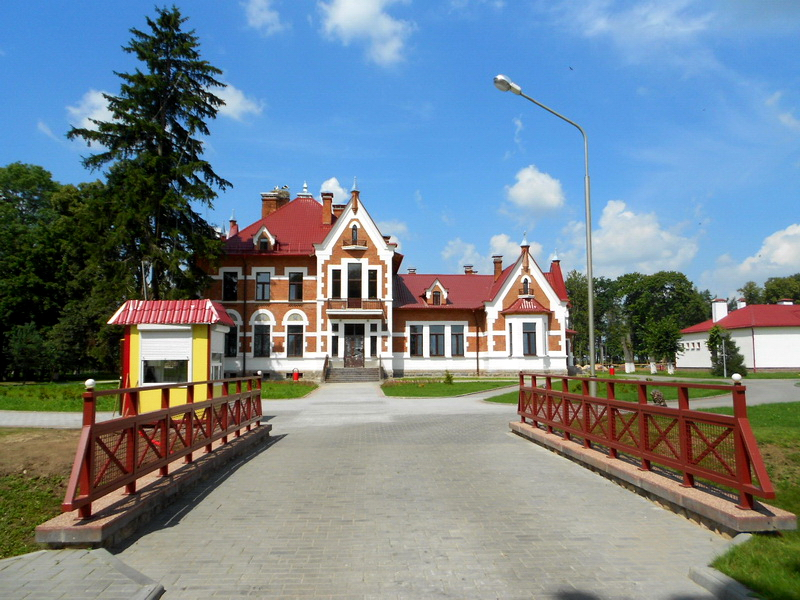
Усадебно-парковый комплекс Ивановских в Головичполье

- Триангуляционный пункт Дуги Струве возле деревни Лопаты. В «Лопаты» находится один из пунктов дуги Струве — (53°33′37″ с. ш. 24°52′11″ в. д.HGЯO) на территории Рожанковского сельсовета[32]
- Дворец Друцких-Любецких в г. Щучин
- Костёл Св. Терезы и коллегиум ордена пиаров в г. Щучин
- Церковь Св. Архангела Михаила в г. Щучин
- Памятник А. Пашкевич в г. Щучин, г. п. Острино
- Усадебно-парковый комплекс Ивановских в д. Головичполье
- Усадебно-парковый комплекс Е. Ивановского в д. Головичполье
- Церковь Рождества Пресвятой Богородицы в д. Мурованка — памятник архитектуры XVI века
- Католический храм Святых Петра и Павла в аг. Рожанка
- Храм Рождества Христова в аг. Рожанка
- Костёл Святых Петра и Павла в д. Старые Василишки
- Церковь Святого Иоанна Крестителя в аг. Василишки
- Католическая церковь Св. Троицы в д. Ищелно
- Храм в честь Покрова Пресвятой Богородицы в аг. Першемайск
- Костёл Воздвижения Святого Креста в аг. Першемайск
- Церковь Святой Параскевы Пятницы (1816) в д. Бершты. Памятник деревянного зодчества
- Спасо-Преображенская церковь (1885) в г. п. Острино
- Церковь Вознесения Девы Марии в г. п. Желудок
- Бывший дворцово-парковый комплекс князей Святополк-Четвертинских в г. п. Желудок
- Католический храм Вознесения Девы Марии (1749) в аг. Новый Двор
- Католическая часовня святого Юрия (1882) в аг. Новый Двор
- Костёл Святого Антония Падуанского в аг. Каменка
- Церковь прихода храма покрова Пресвятой Богородицы (1866) в аг. Орля
- Церковь Рождества Пресвятой Богородицы (1910) в д. Раковичи
- Церковь приход храма Святителя Николая Чудотворца (1875) в д. Турейск
- Городище периода средневековья в д. Турейск
- Городище периода средневековья в д. Кульбачино
- Храм Святителя Николая Чудотворца (1860) в д. Нароши
- Костёл Святого Станислава (1905) в д. Лядск
- Костёл «Святой Троицы» (1674) в аг. Демброво
- Иоанно-Богословская церковь в аг. Демброво
- Храм в честь Успения Пресвятой Богородицы (1873—1876) в д. Шнипки (Ятвеск)
- Комплекс бывшей усадьбы Ходкевичей в Большое Можейково
- Мемориальный комплекс «Зиняки» в Зиняки
- Мемориальный комплекс «Партизанская землянка» в Зачепичи

## Галерея

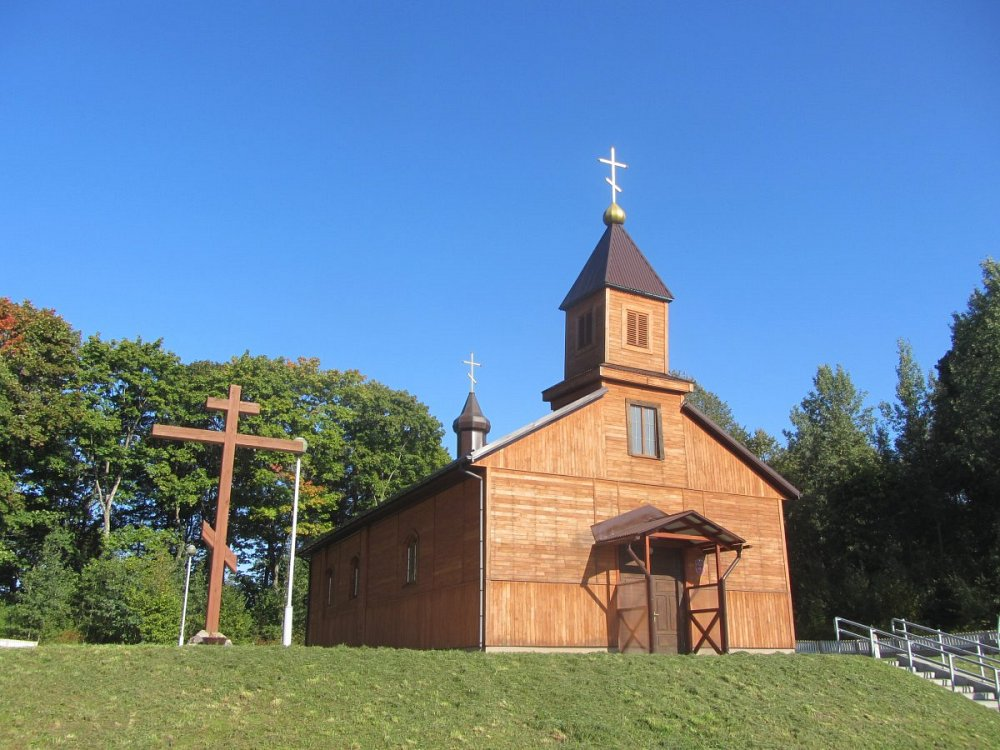
Церковь Св. Параскевы Пятницы в Бершты
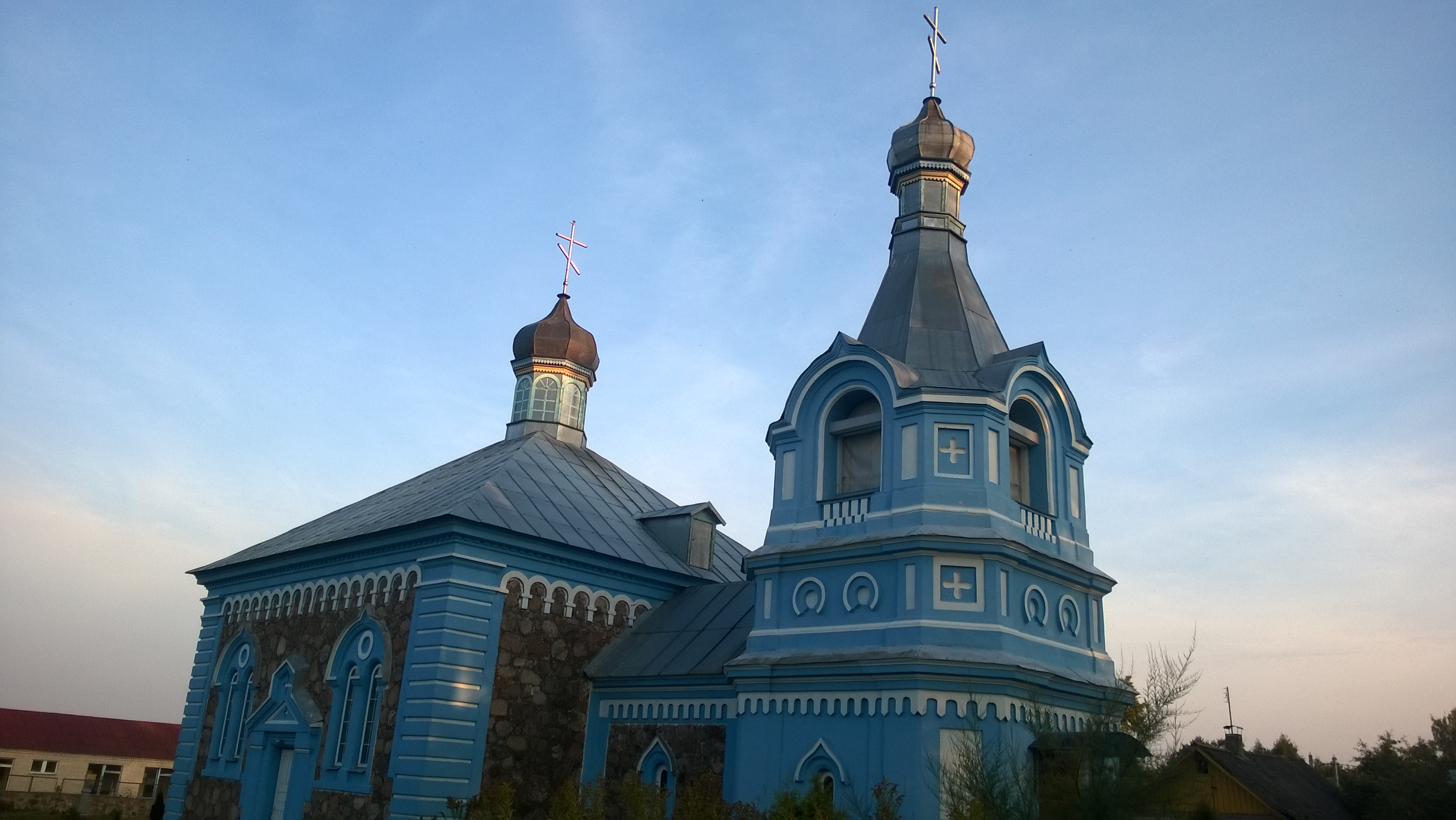
Церковь прихода храма покрова Пресвятой Богородицы в Орля
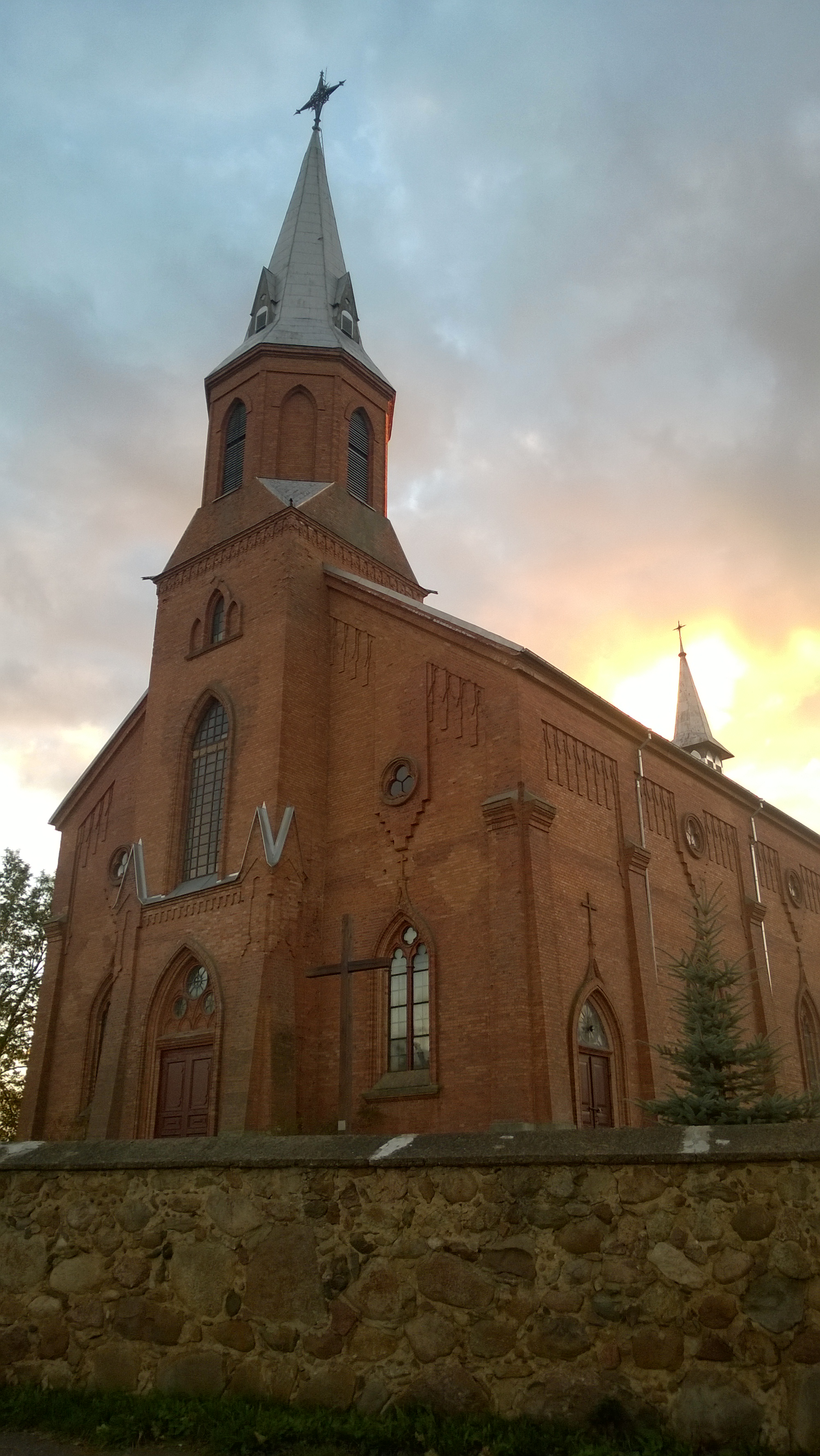
Костёл Св. Станислава в Лядск
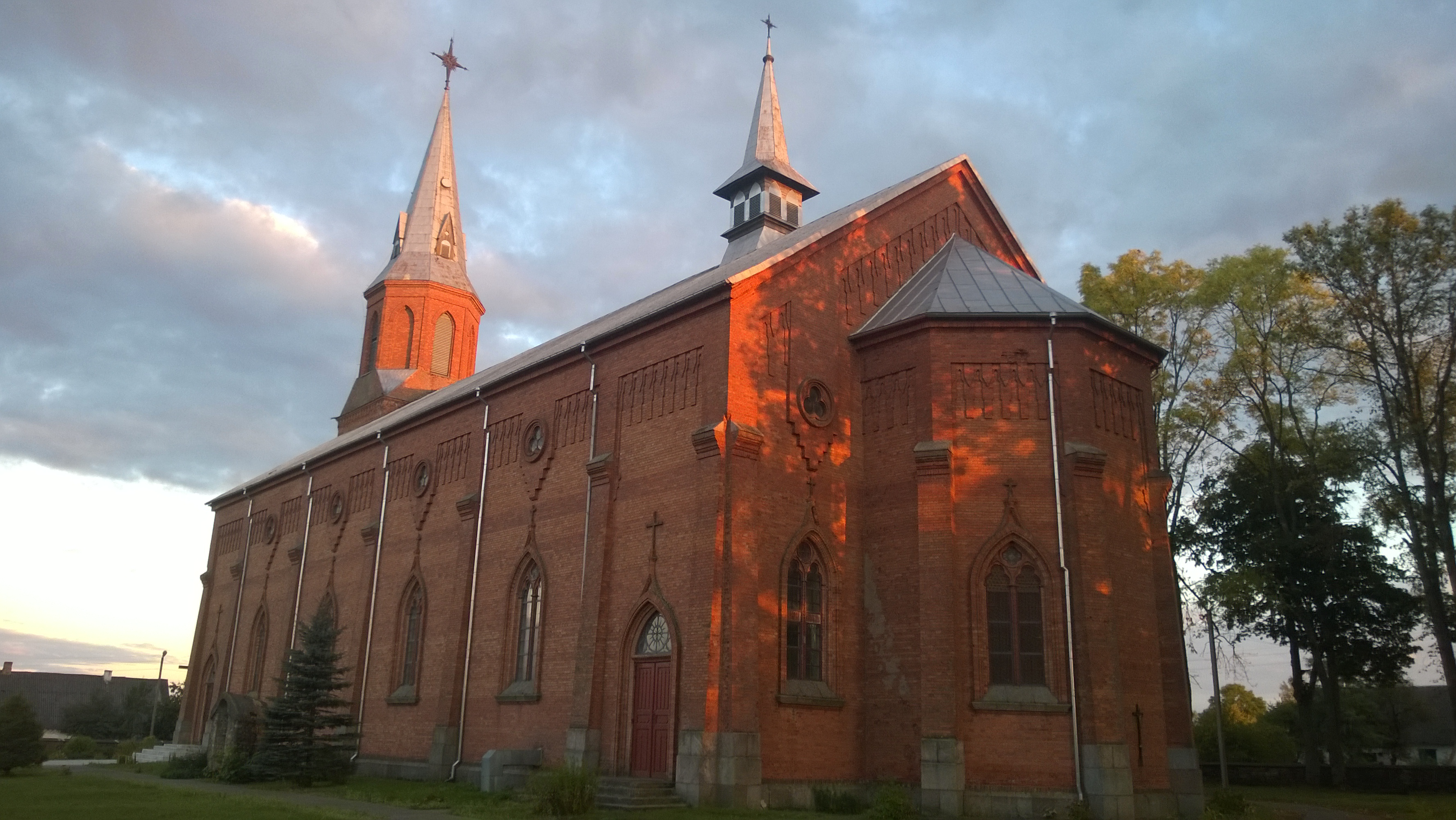
Костёл Св. Станислава в Лядск
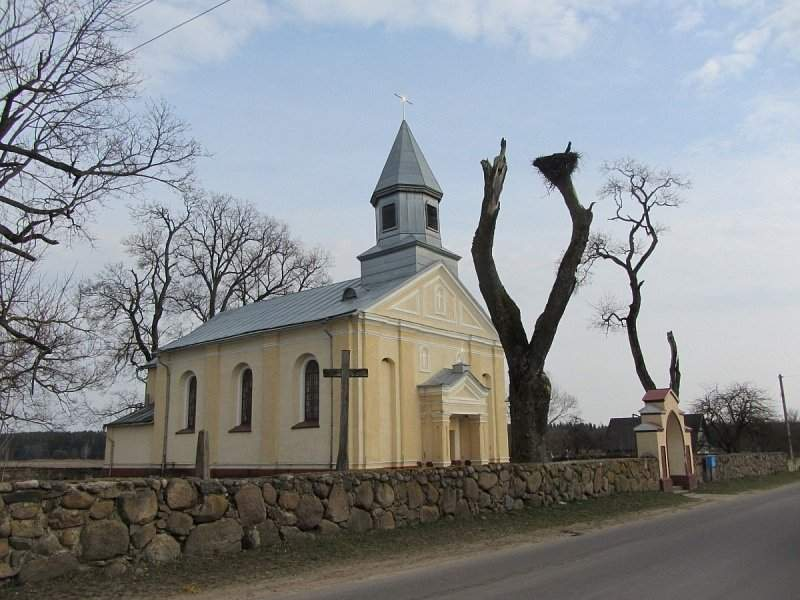
Костёл «Святой Троицы» в Демброво
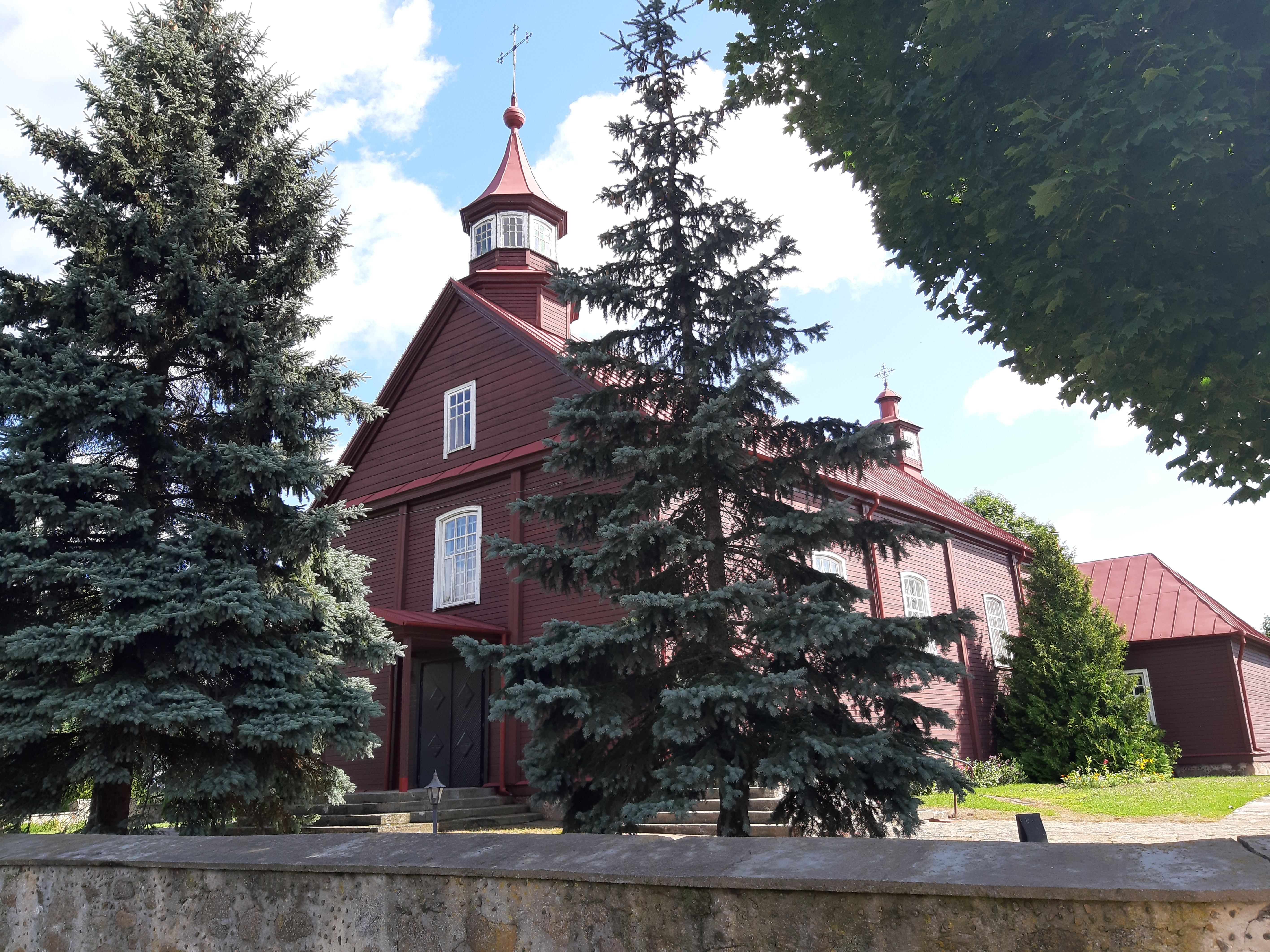
Католический храм Вознесения Девы Марии в Новый Двор
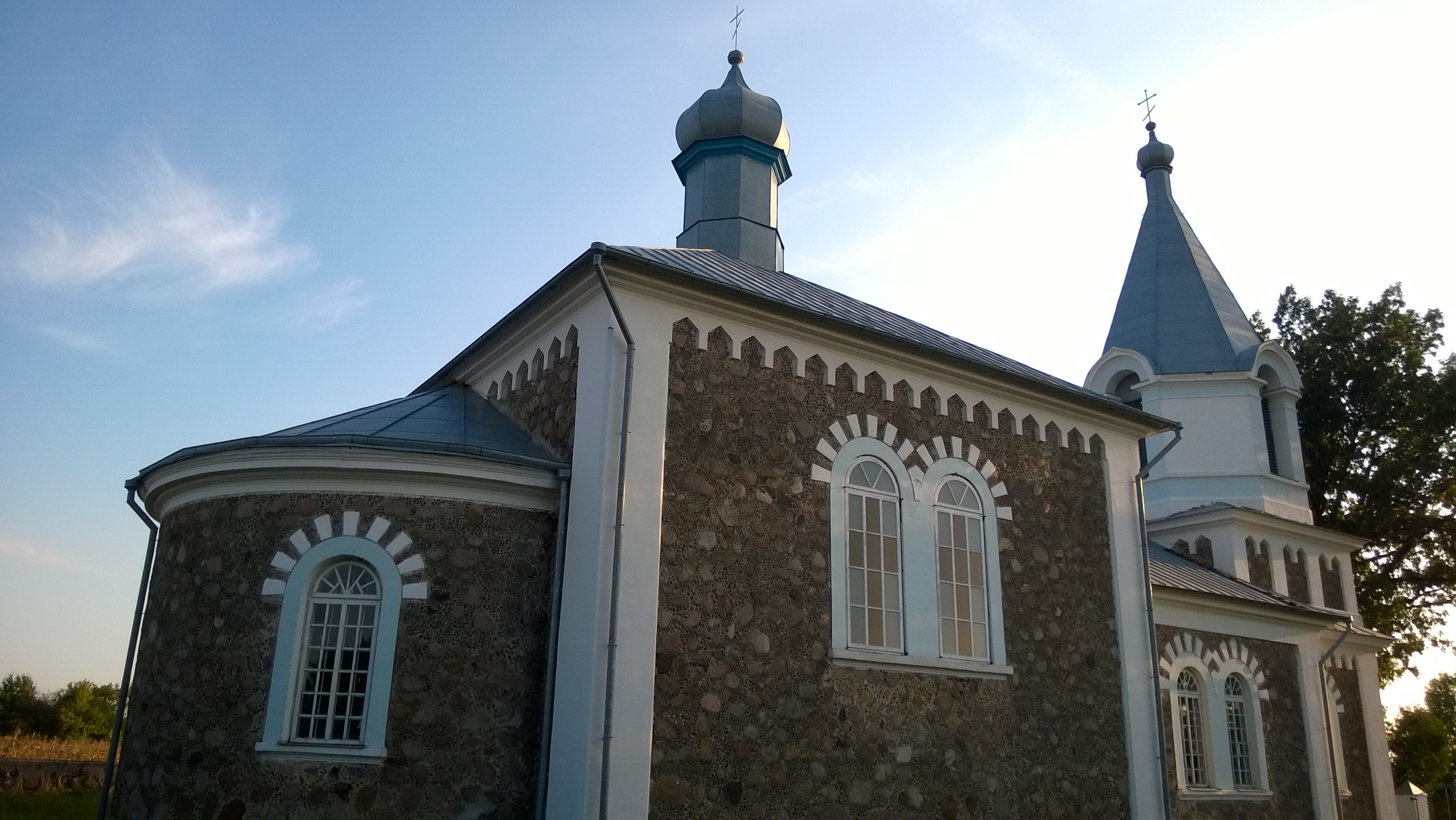
Храм в честь Успения Пресвятой Богородицы в Шнипки (Ятвеск)
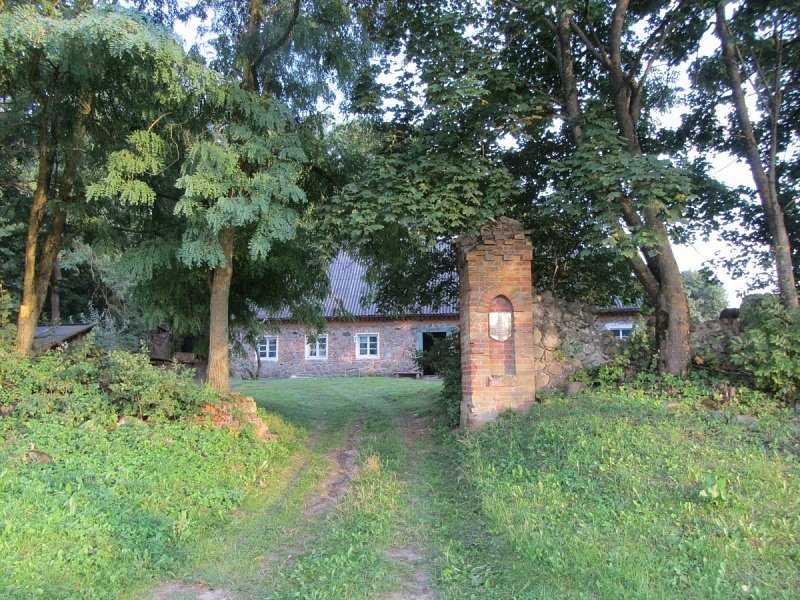
Комплекс бывшей усадьбы Ходкевичей в Большое Можейково
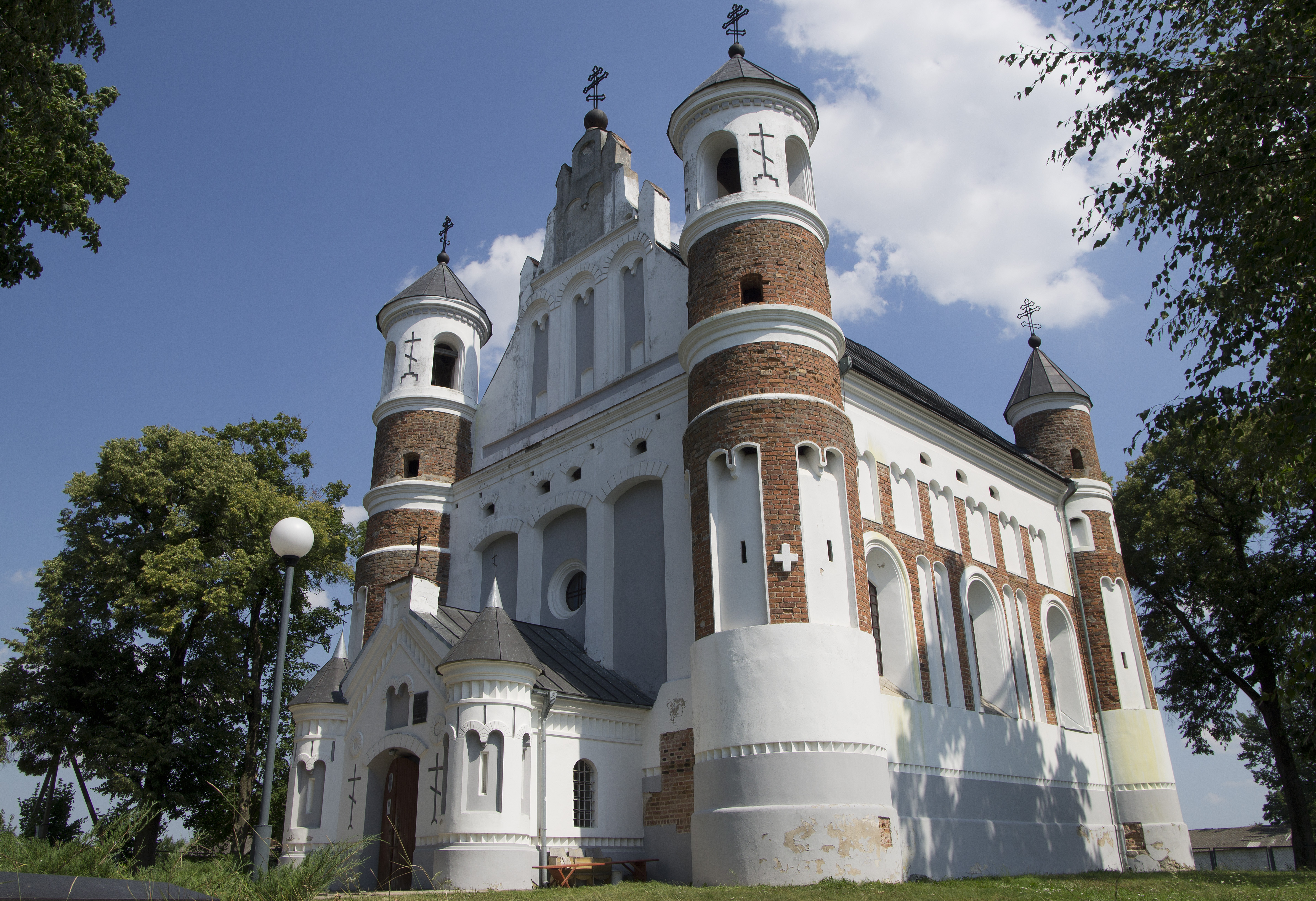
Церковь Рождества Пресвятой Богородицы в Мурованка
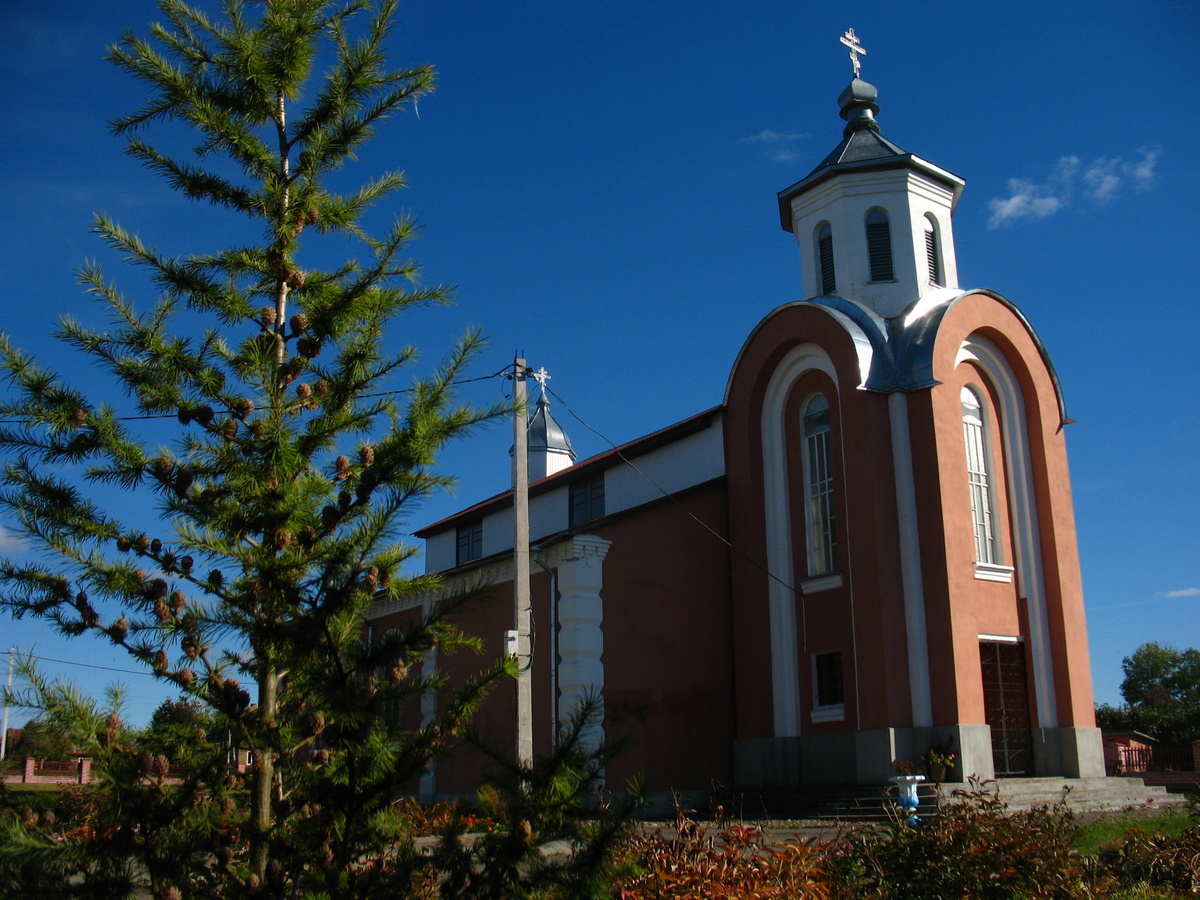
Храм Рождества Христова в Рожанка
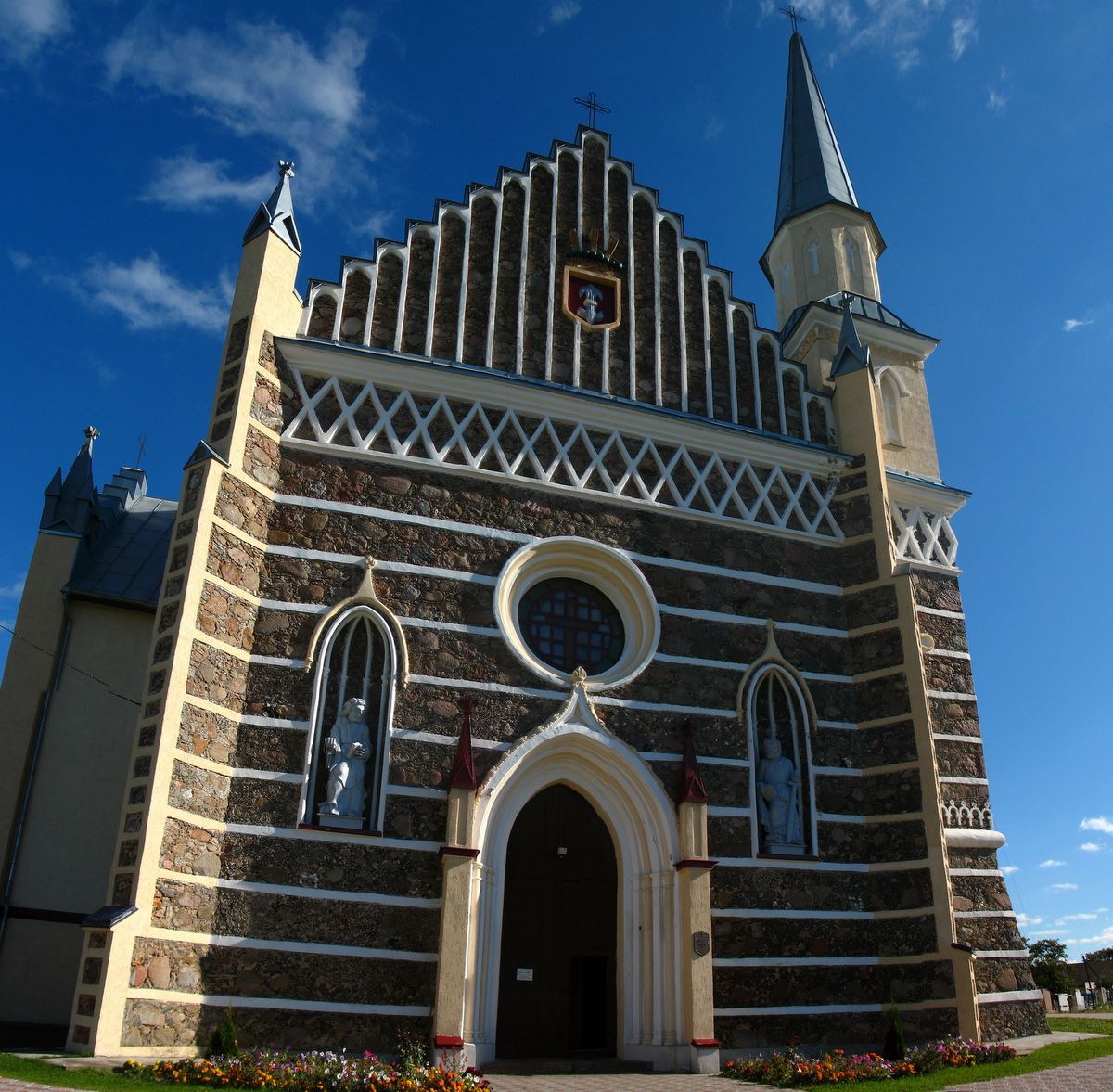
Католический храм Св. Петра и Павла в Рожанка
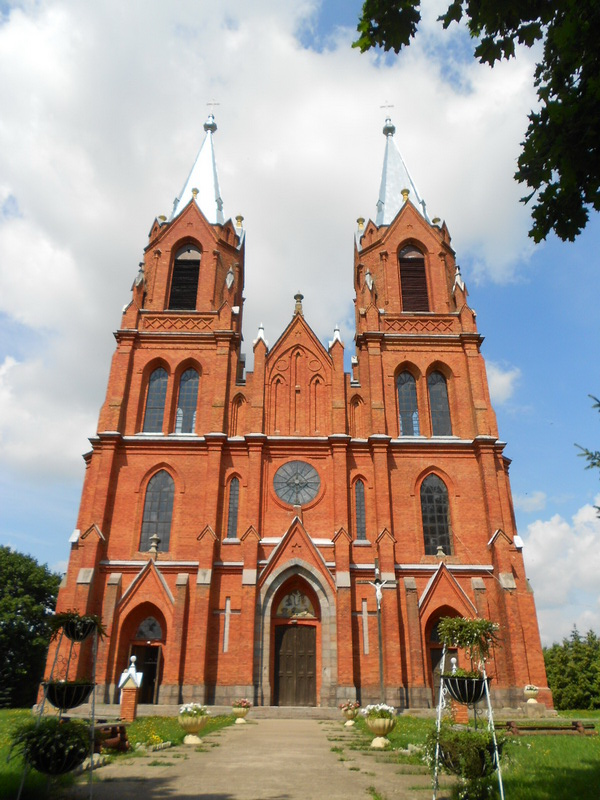
Костёл Св. Петра и Павла в Старые Василишки
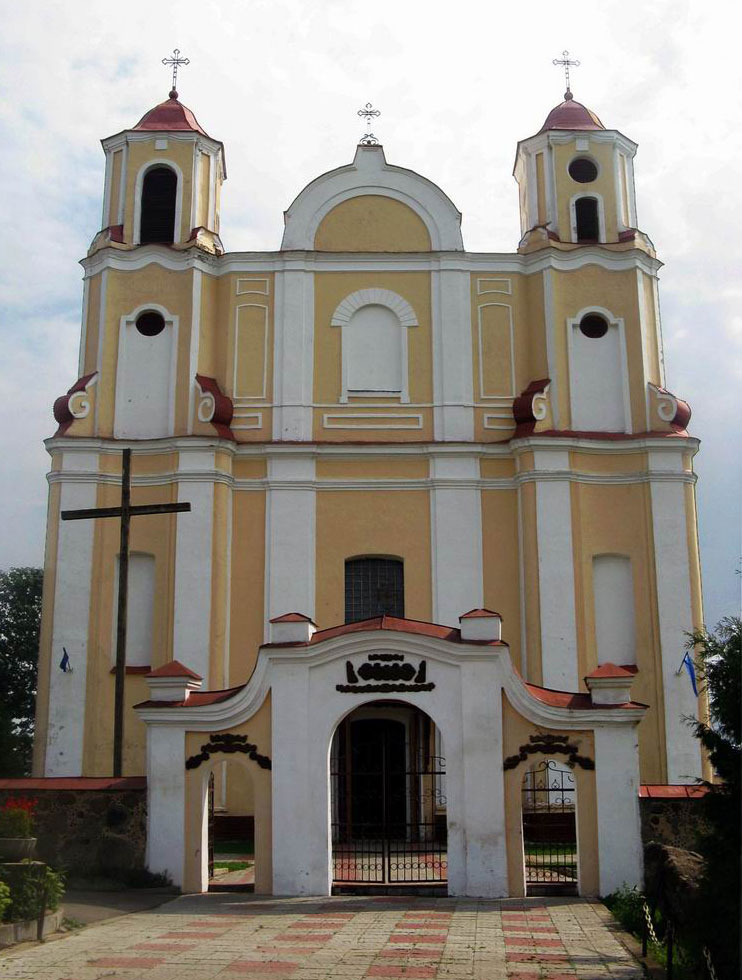
Церковь Св. Иоанна Крестителя в  Василишки
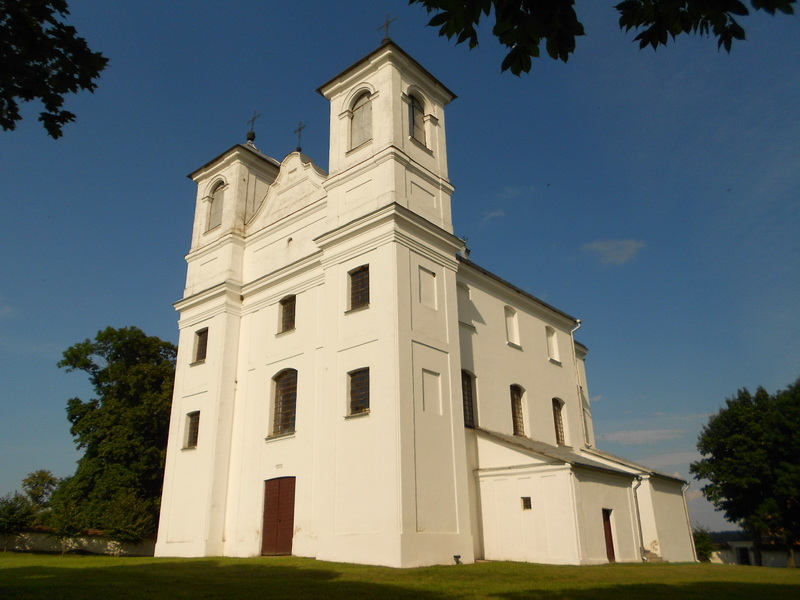
Католическая церковь Св. Троицы в Ищелно
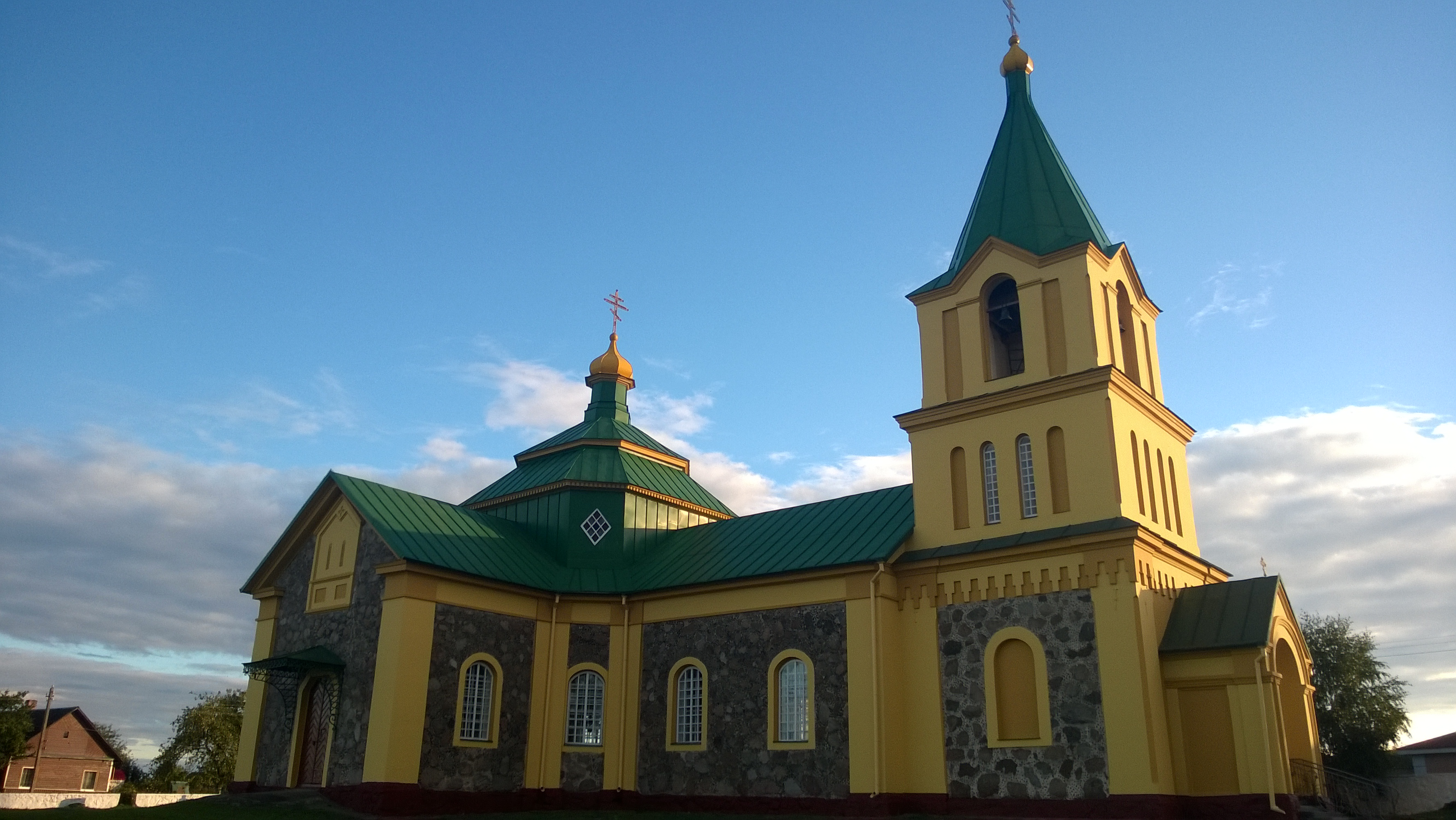
Спасо-Преображенская церковь в Острино
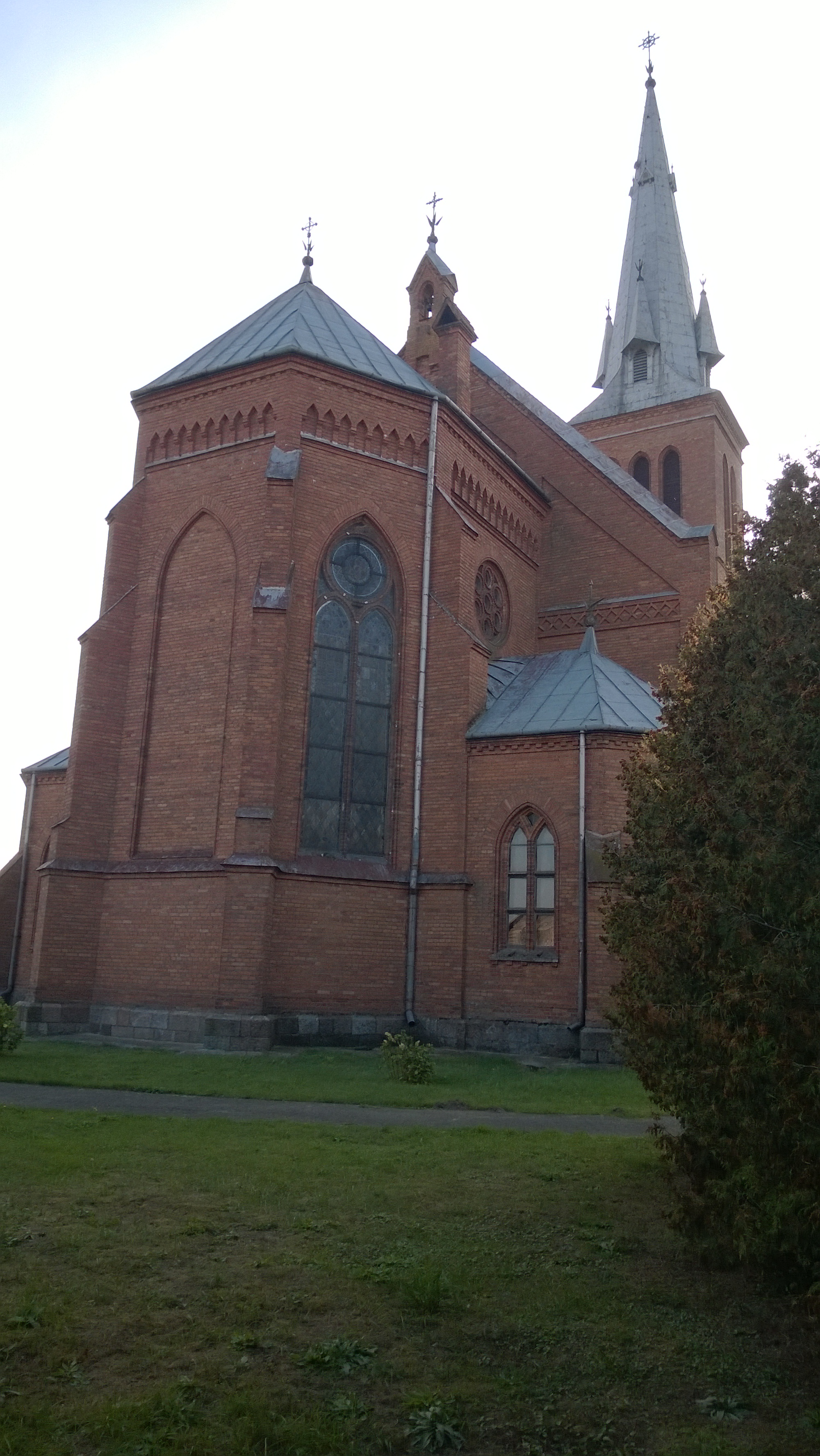
Костёл Св. Антония Падуанского в Каменка